# Лейманн, Яан
Яан Лейманн (эст. Jaan Leimann; 8 октября 1989, Таллин) — эстонский футболист, полузащитник.

## Биография
Воспитанник таллинской «Флоры». Взрослую карьеру начинал в клубах, входивших в систему «Флоры» — весной 2006 года играл в третьей лиге Эстонии за ХЮЙК (Эммасте), а летом перешёл в клуб высшей лиги «Валга Уорриор». Дебютный матч в элите сыграл 23 июля 2006 года против «Флоры», заменив на 74-й минуте Андре Фролова. Всего до конца сезона сыграл 9 матчей в высшей лиге, во всех из них выходил на замены. В 2007—2009 годах играл за «Валга Уорриор» в первой лиге, в 2009 году стал третьим призёром турнира и его четвёртым бомбардиром (17 голов). В 2010 году выступал за «Флору-2», стал вторым призёром и четвёртым бомбардиром (15 голов) первой лиги.
В 2011—2012 годах выступал в высшей лиге за «Вильянди», был игроком стартового состава клуба. На следующий год играл за другой клуб высшей лиги — «Пайде ЛМ».
В 2014 году был дисквалифицирован на 5 лет (до конца 2018 года) в числе 26 бывших и действующих футболистов за участие в договорных матчах и махинациях на ставках. После окончания дисквалификации играл в низших лигах за «Ретро».
Всего в высшей лиге Эстонии сыграл 86 матчей и забил 8 голов.